# Linda bei Neustadt an der Orla

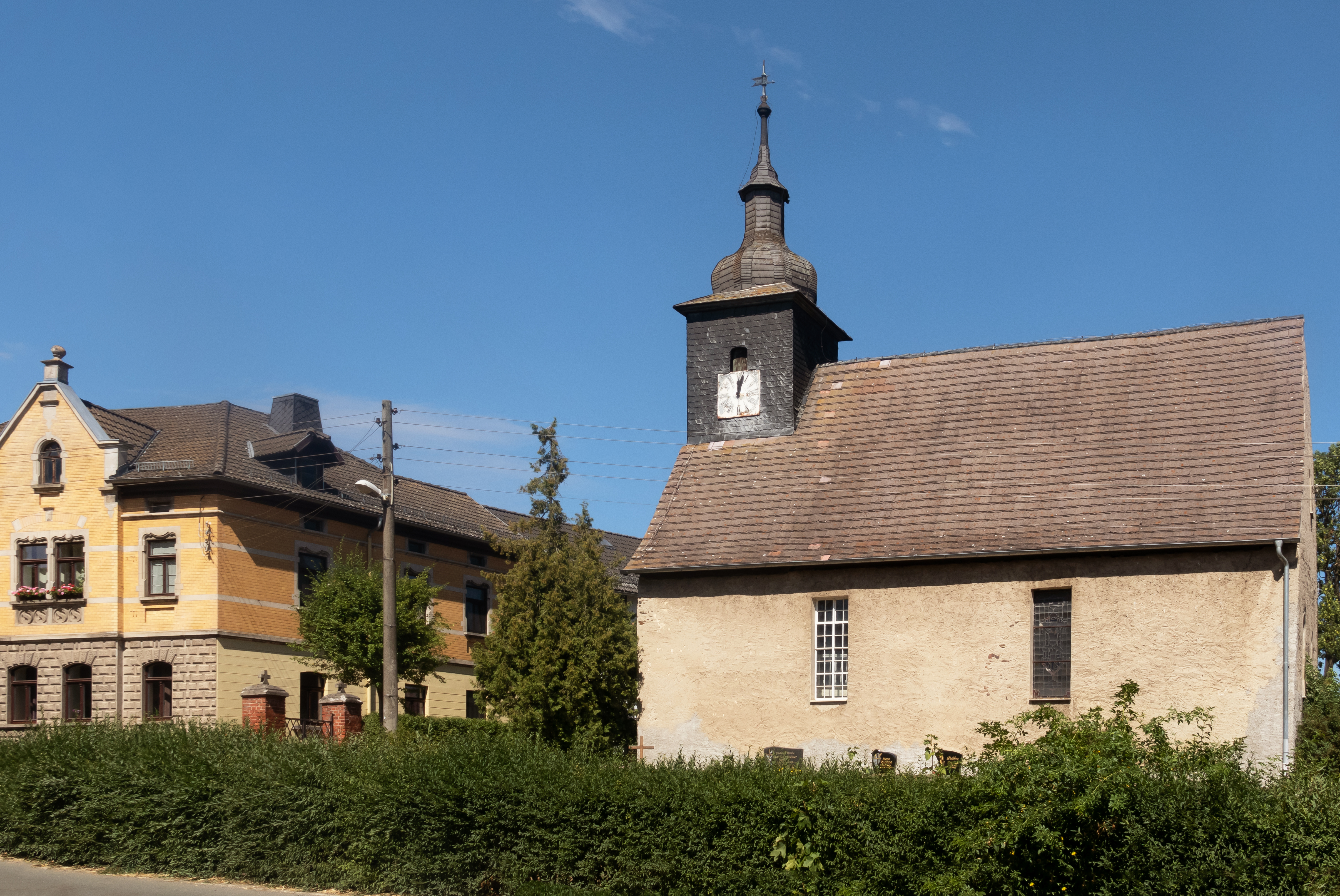
Linda, l'église de la village

Linda bei Neustadt an der Orla est une municipalité allemande du land de Thuringe, dans l'arrondissement de Saale-Orla, au centre de l'Allemagne. En 2015, sa population est de 380 habitants.